# Etsi multa
Etsi multa je papeška okrožnica (enciklika), ki jo je napisal papež Pij IX. 21. novembra 1873.
V okrožnici je papež izpostavil številne probleme oz. preganjanja Rimskokatoliške Cerkve v drugi polovici 19. stoletja:
- Kulturkampf v Nemškem cesarstvu,
- zatrtje Gregorijanske univerze,
- izgon apostolskega vikarja iz Ženeve,
- uvedba popularnih volitev katoliških klerikov v Ženevi in uvedba prisege proti papežu,
- protikatoliški zakoni v švicarskih kantonih (Soluthurn, Bern, Basel-Landschaft, Aargau in Zürich) in
- izvajanje prisile na katoliške duhovnike na področju Jurskega gorovja.